# Список графов и герцогов Невера
Граф Невера — титул правителя средневекового графства Невер, находившегося в вассальной зависимости от герцогства Бургундия. В 1539 году графство Невер было возведено в герцогство.

## Графы Невера
Этикониды
- 853: Гуго, граф Невера и Буржа

Робертины
- 864—866: Роберт Сильный (ум.866), граф Анжу, Блуа, Мэна и Тура 853—858, маркиз Нейстрии и герцог Франции 861—866, граф Отёна, Осера и Невера 864—866

Неизвестный дом
- 888—919: Ратье, граф Невера до 888—919
- 919—926: Сегюн, граф Невера 919—926
- 926—???: Жоффруа, граф Невера с 926

Робертины
- 956—965: Оттон (до 944—965), герцог Бургундии, граф Невера 956—965, правнук Роберта Сильного
- 965—978: Эд Генрих (ок.946 — 1002), герцог Бургундии, граф Невера 965—980, брат предыдущего

Иврейская династия
- 978—987: Отто Гильом (Оттон I) (959—1026), граф Невера 980—987, Безансона 982—1026, Макона 982—1006, герцог Бургундии 1002—1006

Неверский дом
- 1002—1028: Ландри де Монсо (ок. 975 — 1028), граф Невера с 987, граф Осера с 1002
- 1028—1040: Рено I (ок. 1000—1040), граф Невера и Осера с 1028, сын предыдущего
- 1040—1083: Гильом I (1029—1083), граф Невера и Осера с 1040, граф Тоннера с 1065
- 1083—1097: Рено II (ок. 1055 — ок. 1097), граф Невера, Осера с 1083, граф Тоннера с 1092/1097, сын предыдущего
- 1097—1147: Гильом II (ок. 1083 — 1147), граф Невера, Осера и Тоннера с ок. 1097, сын предыдущего
- 1147—1161: Гильом III (ок. 1110 — 1161), граф Невера, Осера и Тоннера с 1147, сын предыдущего
- 1161—1168: Гильом IV (ум. 1168), граф Невера и Осера с 1161, сын предыдущего
- 1168—1176: Ги I (ум. 1176), граф Тоннера с 1161, граф Невера и Осера с 1168, брат предыдущего
- 1176—1181: Гильом V (ум. 1181), граф Невера, Осера и Тоннера с 1176, сын предыдущего
- 1181—1193: Агнес I (ум. 1193), графиня Невера, Осера и Тоннера с 1181, сестра предыдущего
муж: с 1184 Пьер II де Куртене

Дом Куртене
- 1184—1199: Пьер II де Куртене (ок. 1167—1217), сеньор де Куртене 1180—1217, граф Невера 1184—1207, граф Осера и Тоннера 1184—1217, маркиз Намюра 1193—1217, император Латинской империи 1217
- 1199—1257: Матильда (Маго) I де Куртене (1188—1256), графиня Невера с 1207, графиня Осера и Тоннера с 1217, дочь предыдущего
1-й муж: с 1199 Эрве IV де Донзи (ок. 1175—1222), барон де Донзи с 1187, граф Невера с 1199, Осера и Тоннера (по праву жены) с 1217
2-й муж: с 1226 Гиг IV (ок. 1199 — 1241), граф де Форе (Гиг IV) с 1203, граф Невера, Осерра и Тоннера (по праву жены) с 1226

Наследники графств Невер, Осер и Тоннер в 1222—1257
- 1222—1225: Агнес де Донзи (ок. 1205—1225), дама де Донзи с 1222, наследница графств Невер, Осер и Тоннер с 1222, дочь Матильды и Эрве IV де Донзи
муж: Ги I (IV) де Шатильон (до 1196 — 1226), граф де Сен-Поль с 1221
- 1225—1250: Гоше де Шатильон (ум. 1250), сеньор де Донзи, наследник графств Невер, Осер и Тоннер с 1225, сын предыдущей
- 1250—1254: Иоланда де Шатильон (до 1221 — 1254), дама де Донзи с 1250, наследница графств Невер, Осер и Тоннер с 1250, сестра предыдущего

муж: Аршамбо IX де Бурбон-Дампьер (1205—1249), сеньор де Бурбон с 1242
Дом Бурбон-Дампьер
- 1257—1262 : Матильда II (ок. 1234 — 1262), дама де Бурбон с 1249, дама де Донзи с 1254, графиня Невера, Осера и Тоннера с 1257, дочь предыдущей

муж: Эд Бургундский
Старший Бургундский дом
- 1257—1262 : Эд Бургундский (1230—1269), наследник герцогства Бургундия, граф Невера, Осера и Тоннера с 1259, муж предыдущей
- 1262—1280 : Иоланда II (1247—1280), графиня Невера с 1262, дочь предыдущего

1-й муж: Жан Тристан Французский
2-й муж: Роберт де Бетюн, граф Фландрии
Капетинги
- 1265—1270 : Жан Тристан Французский (1250—1270), граф Невера с 1265, граф Валуа и Крепи с 1269, муж предыдущей

Дом Дампьер
- 1272—1280 : Роберт де Бетюн (1247—1322), сеньор де Бетюн, граф Фландрии (Роберт III) (1305—1322), граф Невера, муж Иоланды II
- 1280—1322 : Людовик I (ум. 1322), граф Невера и Ретеля, сын предыдущего
- 1322—1346 : Людовик II (ок. 1304—1346), граф Невера (с 1322), граф Фландрии (Людовик I) с 1322, граф Ретеля с 1328, сын предыдущего;
- 1346—1384 : Людовик III Мальский (1330—1384), граф Невера, Фландрии и Ретеля, пфальцграф Бургундии и граф Артуа с 1382, сын предыдущего;
- 1384—1405 : Маргарита (1350—1405), графиня Фланднии, Невера и Ретеля 1384—1402, пфальцграфиня Бургундии и графиня Артуа, дочь предыдущего.

муж: Филипп II Смелый
Династия Валуа, Младший Бургундский дом
- 1384—1404 : Филипп I Храбрый (1342—1404), герцог Бургундии (с 1363), муж предыдущей, сын Иоанна II, короля Франции.
- 1385—1404 : Жан I Неустрашимый (1371—1419), герцог Бургундии (с 1404), граф Бургундии и Артуа (с 1405), граф Неверский (1385—1404), сын предыдущего.

- 1405—1415 : Филипп II (1389—1415), граф Невера и Ретеля, брат предыдущего.
- 1415—1464 : Карл I (1414—1464), граф Невера и Ретеля, сын предыдущего.

- 1464—1491 : Жан II (1415—1491), граф Невера, Ретеля, Этампа и Э, брат предыдущего.

Клевский (Маркский) дом, Неверская линия
- 1491—1506 : Энгельберт Клевский (1462—1506), граф Невера и Э, пэр Франции c 1506, внук предыдущего;
- 1506—1521 : Карл II Клевский (ум. 1521), граф де Ретель, граф Невера, сын предыдущего;
- 1521—1539 : Франсуа I Клевский (1516—1562), граф Невера и Ретеля, герцог Невера с 1539, сын предыдущего;

## Герцоги Невера
Клевский (Маркский) дом, Неверская линия
- 1539—1562: Франсуа I Клевский (1516—1562), граф Невера и Ретеля, герцог Невера с 1539;
- 1562—1563: Франсуа II Клевский (ум. 1563), герцог Невера, граф Ретеля, сын предыдущего;
- 1563—1564: Жак Клевский (ум. 1564), герцог Невера, граф Ретеля, брат предыдущего;
- 1564—1565: Генриетта Клевская (1542—1601), герцогиня Невера, графиня Ретеля, герцогиня Ретеля с 1581, сестра предыдущего

муж: с 1565 Людовик IV Гонзага, принц Мантуи
Дом Гонзага, Неверская линия
- 1565—1595: Людовик IV Гонзага (1535—1595), герцог Невера, герцог Ретеля (Louis IV, 1581—1595), муж предыдущей
- 1595—1637: Карл III (1580—1637), герцог Невера, герцог Ретеля (Карл III, 1595—1637), 1-й князь Арша (Карл I, 1608—1637), герцог Мантуи и Монферрата (Карл I, 1627—1637), сын предыдущего
  - Карл IV (1609—1631), титулярный герцог Невера и Ретеля, герцог Майена и Эгильона с 1621
- 1637—1659: Карл V (1629—1665), герцог Невера, герцог Ретеля (Карл V, 1637—1659), герцог Майена (Карл IV, 1632—1654), 2-й князь Арша (Карл II, 1637—1665), герцог Мантуи и Монферрата (Карл II, 1637—1665), сын предыдущего

В 1659 году Карл IV продал Невер и Ретель кардиналу Мазарини.
Дом Мазарини
- 1659—1661: Джулио Мазарини (1602—1661), кардинал, первый министр Франции (с 1642 года)

Дом Манчини
- 1661—1707: Филипп-Жюльен Манчини (1641—1707), племянник предыдущего
- 1707—1768: Франсуа Манчини (1676—1768), сын предыдущего
- 1768—1789: Луи-Джулио Манчини (1716—1798), сын предыдущего